# Ustroń (stacja kolejowa)
Ustroń – stacja kolejowa w Ustroniu, w województwie śląskim, w Polsce. Znajduje się na wysokości 343 m n.p.m.

## Ruch pasażerski
| Rok  | Wymiana pasażerska na dobę |
| ---- | -------------------------- |
| 2017 | 20-49                      |
| 2022 | 20-49                      |

## Historia
Linia kolejowa z Goleszowa do Ustronia jako odgałęzienie Kolei Miast Morawsko-Śląskich została otwarta 18 grudnia 1888 roku dla pociągów towarowych kursujących do ustrońskiej huty. Wybudowano dwukondygnacyjny budynek dworcowy z budynkiem mieszkalnym dla pracowników kolei, charakterystyczny dla budowanych ówcześnie dworców austriackich. Na stacji kolejowej wybudowano jednostanowiskową parowozownię oraz postawiono żuraw wodny. Stacja kolejowa w związku z uruchomieniem w 1928 roku linii kolejowej do Polany została przebudowywana. Podczas elektryfikacji linii kolejowej do Wisły zlikwidowano parowozownię wraz z żurawiem wodnym oraz zlikwidowano semafory kształtowe i zamontowano semafory świetlne. Do Ustronia kursował okazjonalnie pociąg zdawczo-manewrowy prowadzony przez SM42 z platformami i węglarkami dla nadleśnictwa. Z okazji stulecia stacji kolejowej w 1988 roku odbyła się kolejowa wystawa filatelistyczna w ustrońskim muzeum. Z tej okazji wykonano specjalny okolicznościowy datownik stosowany do stemplowania przesyłek pocztowych. Na stacji kolejowej znajdowały się dwie bocznice kolejowe prowadzące do Zakładów Kuźniczych oraz do tartaku. W 2003 roku składy towarowe pojawiły się na tej stacji kolejowej po kilkuletniej przerwie z powodu ataku korników na beskidzkie lasy w większości porośnięte świerkami i masową wycinką tamtejszego drzewostanu. Stacja posiadała niski peron wyspowy z zabudowanymi na nim wiatami. W pobliżu stacji do 2007 roku znajdował się początek szlaku turystycznego na Równicę i jednocześnie początek Głównego Szlaku Beskidzkiego. Kasa biletowa i poczekalnia jest nieczynna. Stacja jest wykorzystywana na linii S6 spółki Koleje Śląskie od 1 czerwca 2012, kiedy spółka ta przejęła obsługę linii kolejowej od Przewozów Regionalnych.